# Wildpark Edersee
Koordinaten: 51° 11′ 10″ N, 9° 2′ 30″ O

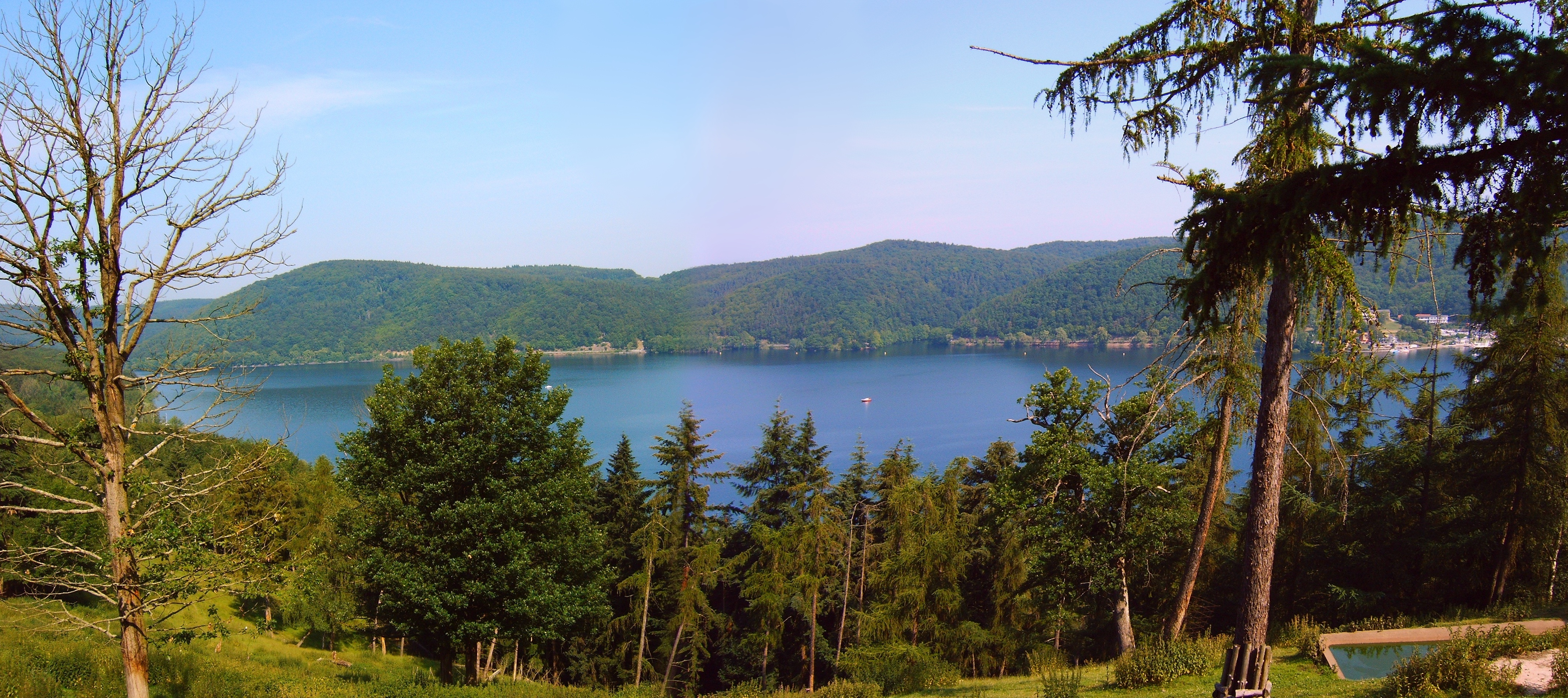
Blick vom Wildpark Edersee nach Norden über den Edersee zur überfluteten „Dorfstelle Berich“ (mittig) und nach Waldeck-West (rechts)

Der Wildpark Edersee, auch WildtierPark Edersee genannt, ist ein 1970 eröffneter und etwa 80 ha großer Wildpark am Edersee bzw. Kellerwald im Landkreis Waldeck-Frankenberg, Hessen (Deutschland).
Laut der Informationstafel am Parkeingang ist der Wildpark, der dem nahen Nationalpark Kellerwald-Edersee angegliedert ist, „eine Einrichtung der hessischen Staatsforstverwaltung“.

## Geographische Lage
Der Wildpark Edersee liegt im Waldecker Land in Nordhessen an der Nordflanke des Kellerwalds, innerhalb des Naturparks Kellerwald-Edersee umgeben vom Waldecker Bergland und oberhalb des Südufers des von der Eder durchflossenen Stausees Edersee (Stauziel 244,97 m). Er befindet sich knapp nördlich außerhalb des Nationalparks Kellerwald-Edersee im Waldgebiet „Bericher Holz“ an und auf der mit Steilflanken versehenen Erhebung des Hammerbergs (ca. 335 m ü. NHN). Die Staumauer des Edersees steht 1,2 km ostsüdöstlich des Wildparks beim Edertaler Gemeindeteil Hemfurth-Edersee. Das Schloss Waldeck befindet sich rund 6 km (Luftlinie) entfernt auf der gegenüberliegenden Seite des Edersees.

## Tierparkbeschreibung

### Überblick
Im Wildpark Edersee gibt es neben Tiergehegen inklusive großflächigem Freigehege einen Streichelzoo unter anderem mit Ziegen und Hängebauchschweinen, die Greifenwarte Wildpark Edersee, einer Greifvogelstation mit Auffang- und Pflegestation und in der warmen Jahreszeit mit täglicher Greifvogelflugschau, und einen kleinen Spielplatz mit Klettergeräten. Am Parkeingang steht an das Kassenhäuschen angliedernd das Kellerwald-Informationszentrum Fagutop. Vor dem Parkeingang befindet sich je ein Abenteuerspiel- (u. a. mit großem Holzschiff, Klettergeräten, Rutschen, Schaukeln und Wippen) und Reitplatz und zudem das Café-Restaurant „Bericher Hütte“ (inkl. Imbiss) sowie zahlreiche Parkplätze.
Im Parkgelände führt ein etwa 2,5 km langer Rundweg mit mehreren Seitenwegen entlang der Gehege und durch das Freigehege; insgesamt ergibt dies rund 4 km Länge. Von mehreren Aussichtsplattformen an diesen Wegen lassen sich die Tiere gut beobachten. Mancherorts stehen Tafeln, denen Informationen über Tierarten, Herkunft der Tiere und Fortpflanzung sowie Anzahl und Geburtsdaten von Jungtieren und Alttieren des Parks zu entnehmen sind. Zudem gibt es eine kleine Hütte, in der die verschiedenen Stufen der Geweihentwicklung von Damhirschen ausgestellt und erläutert sind. Überdies wurde ein Lehrpfad mit informativen Schautafeln über Ameisen, Nistkästen, Pilzsorten und Singvögel angelegt. Am Wegrand stehen z. B. das „Waldxylophon“ und das „Tier-Memory“, um zum Beispiel gelangweilte Kinder aufzuheitern.
Viele Tiere des Parks dürfen mit am Eingang erhältlichem Tierfutter gefüttert werden. Hunde sind im Park nicht zugelassen. Vielerorts bieten sich vom Parkgelände schöne Ausblicke unter anderem auf östliche Teile Edersees, zur Wasserseite der Edertalsperre und zum Schloss Waldeck.

### Tierbestand

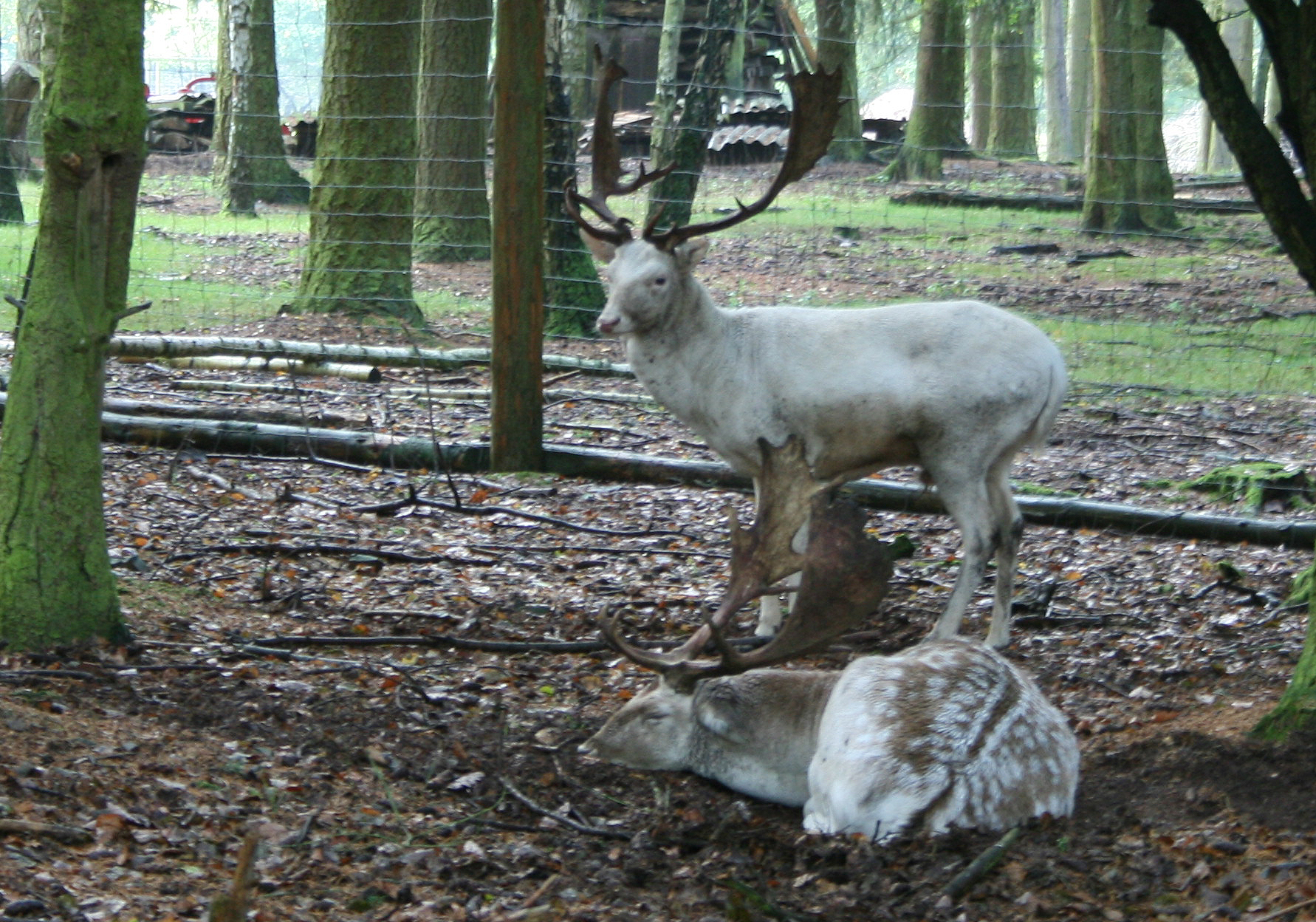
Weißer Hirsch

Zu heimischen und fremden Tierarten des Wildparks Edersee gehören (alphabetisch sortiert) Auerwild, Birkwild, Damwild, Fischotter, Greifvögel (Adler, Eulen, Geier, Falken, Milane und Uhus), Luchse, Muffelwild, Rotwild, Schwarzwild, Steinwild (aus den Alpen), Waschbären, Wildkatzen, Wildpferde (Przewalskipferde und Tarpane), Wildschweine, Wisente, Wölfe und Ziegen.
Im Wildpark befindliches Auer- und Birkwild sind Tierarten, die heutzutage in nordhessischer Wildbahn nicht mehr aufzufinden sind. Damwild trifft man im Park hautnah an, weil es sich in dessen Freigelände aufhält. Nachdem 1911 bei Bergheim im Edertal der letzte Fischotter der Region Kellerwald-Edersee geschossen wurde, fühlen sich die Tiere in ihrem Gehege mit Teich und Höhlen im Park wohl. Hiesige Luchse lebten früher frei zum Beispiel in den Wäldern des Kellerwalds, wurden aber in den letzten Jahrhunderten im Rahmen fortschreitender Zivilisation unter anderem in Nordhessen nahezu ausgerottet. Der Rothirsch, der bis etwa Mitte des 19. Jahrhunderts vielerorts in Deutschland anzutreffen war, ist als „König des Waldes“ das größte noch frei zum Beispiel im Kellerwald lebende Wildtier.
Przewalskipferde sind eine reinblütige Wildpferdgattung. Hiesiges Steinwild aus den Alpen ist eine in der Region Kellerwald-Edersee nicht endemische Tierart, die sich nach Eingliederung in den Steilhanggehegen gut eingewöhnt hat. Die im Park befindlichen Tarpane sind eine rückgezüchtete Wildpferdart. Die Waschbären des Parks sind recht selten zu sehen, weil sie nachtaktive Tiere sind; 1934 wurden erstmals aus Nordamerika stammende Waschbären im Gebiet des heutigen Nationalpark Kellerwald-Edersee ausgesetzt, die sich seitdem aufgrund weniger Feinde weit über die Grenzen des Kellerwalds hinaus verbreitet haben. Hier lebende Wildschweine haben sehr oft Frischlinge, weil sie sich nicht mehr in freier Wildbahn bewegen. In den Park integrierte Wisente und Wölfe lebten früher frei unter anderem im Kellerwald, wurden aber in Vergangenheit aufgrund fortschreitender Zivilisation beispielsweise in Nordhessen fast ausgerottet.

### Greifenwarte Wildpark Edersee

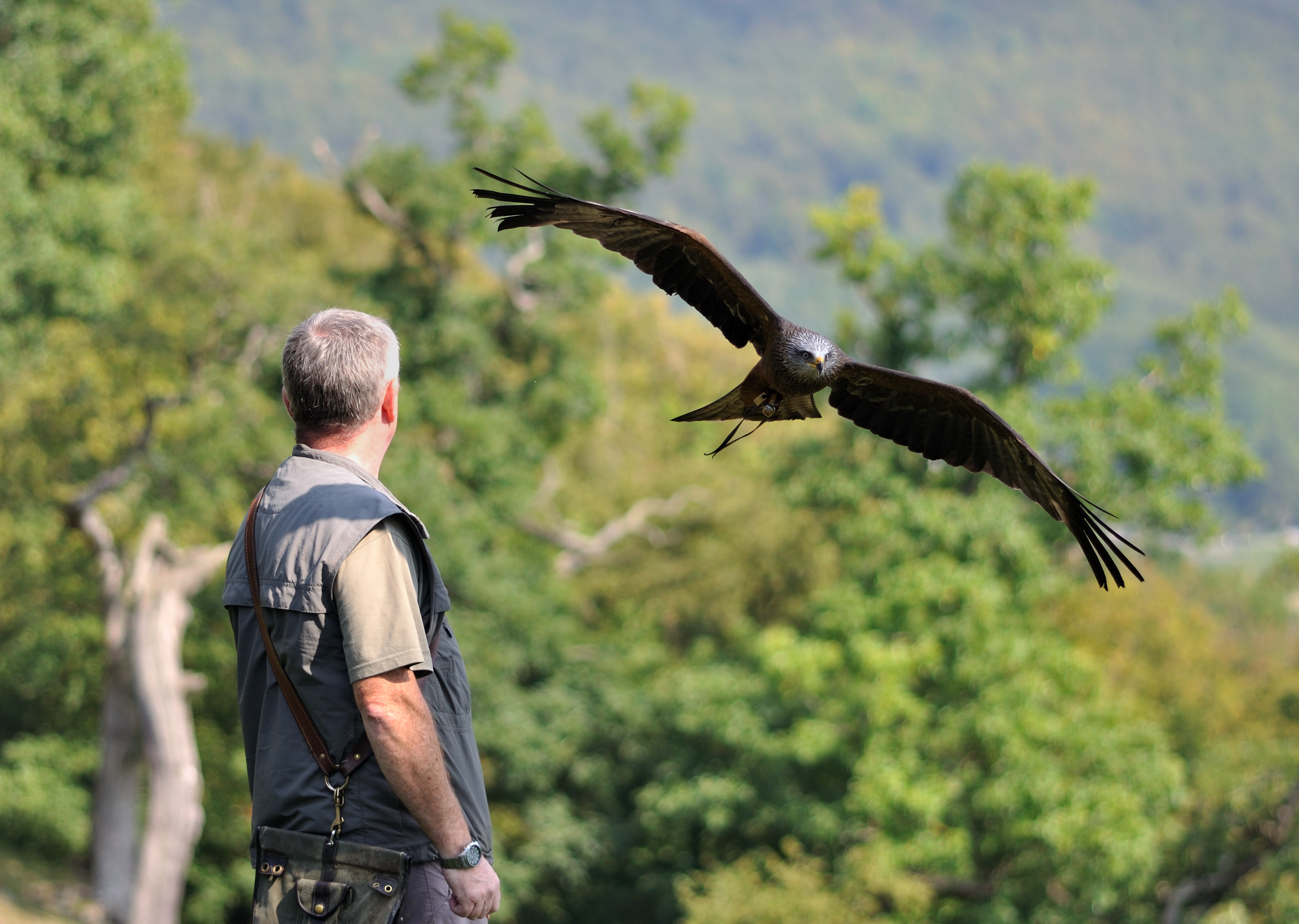
Schwarzmilan bei einer Flugvorführung

Die „Greifenwarte Wildpark Edersee“ ist eine seit Frühjahr 1997 bestehende Greifvogelstation im Ostteil des Wildparks Edersee, in der vom Aussterben bedrohte Greifvogelarten nachgezüchtet und verletzte und kranke Vögel im Rahmen einer seit 1998 bestehenden Auffang- und Pflegestation aufgefangen, gesund gepflegt und anschließend wieder ausgewildert werden, wodurch wichtige Beiträge zur Arterhaltung geleistet werden.
Mit der Greifenwarte werden zudem Einblicke in die jahrtausendealte Jagdmethode mit Hilfe von Greifvögeln (Falknerei oder „Beizjagd“) vermittelt – ein Beitrag zur Pflege alter Tradition. Zudem können Besucher der Greifvogelstation wichtige Funktionen im Lebensraum der Greifvögel kennen und die Notwendigkeit des Vogelschutzes verstehen lernen.
Außerdem gibt es in der Greifenwarte eine Greifvogelflugschau, in der Greifvögel unterschiedlicher Arten – wie Adler (z. B. Kaiser- und Weißkopfseeadler), Falken, Milane und Uhus – im Rahmen eines Trainingsprogramms ihre Flugkünste vor der Kulisse des Edersees und des jenseits des Stausees auf einem Berg thronenden Schlosses Waldeck vorführen, wobei die Vögel aus nächster Nähe beobachtet werden können. Die etwa halbstündige Greifvogelflugschau findet alljährlich zwischen 1. März und 15. Oktober täglich außer montags um 11.00 und 15.00 Uhr statt und ist im Parkeintrittspreis inbegriffen. Sie ist wind- und witterungsabhängig, so dass nicht immer alle Vögel fliegen können. Falkner erklären dabei mittels Mikrophonen und Lautsprechern Wissenswertes über Vögel und Falknerei. Gänsegeier fliegen sehr nah über dem Erdboden, daher werden von den Falknern Ducken und Kopfeinziehen empfohlen. Weißkopfseeadler sieht man aus kurzer Distanz dahin gleiten. Die fliegenden „Akrobaten“ werden stets mit Nahrung belohnt. Zum Schluss dürfen die Rücken von auf Armen der Falkner sitzender Uhus gestreichelt werden.

### Fagutop – Kellerwald-Informationszentrum
Am Eingang des Wildparks Edersee steht das Kellerwald-Informationszentrum Fagutop (abgeleitet von „Fagus“, lateinischer Name der Buche), ein ökologisch-forstliches Informationszentrum rund um den südlich des Parks befindlichen Kellerwald. Hier sind Flora und Fauna dieses großen Buchenwaldgebiets erläutert. Auch im Rahmen einer Waldschule gibt es Antwort beispielsweise zu diesen Fragen: Welche Tiere leben im Kellerwald? Wer frisst wen? Wie funktionieren Kohlenstoff- und Wasserkreislauf? Ein Film stellt Tiere des Kellerwalds vor, ein weiterer gibt Einblicke in den Nationalpark Kellerwald-Edersee.

## Geschichte
Die Idee, einen Wildpark am Edersee und Kellerwald einzurichten, kam überwiegend von Bürgern aus Hemfurth.
Zur Parkgeschichte gehören diese Ereignisse (wenn nicht anders genannt laut ):
- 1970 – der Wildpark wird eröffnet (26. Oktober) – mit lediglich acht Damhirschen, einem Muffelwidder und fünf Wildschweinen
- 1972 – Steinwild aus den Alpen wird integriert
- 1973 – Luchse, Wisente und Wölfe werden nach Parkgebietserweiterung angesiedelt
- 1975 – eine Uhu-Aufzuchtstation wird gebaut; in folgenden Jahren werden regelmäßig Junguhus ausgewildert
- 1979 – Tarpane werden angesiedelt
- 1990 – Przewalskipferde werden eingegliedert
- 1991 – Auerwild und Birkwild werden aufgenommen[2]
- 1997 – die Greifenwarte Wildpark Edersee (Greifvogelstation) wird integriert
- 1998 – der Greifenwarte wird eine Auffang- und Pflegestation angegliedert
- 1999 – das Kellerwald-Informationszentrum Fagutop wird eingerichtet
- 2004 – Fischotter werden aufgenommen
- 2004 – der Wildpark wird eine Nationalparkeinrichtung und hat seitdem den Eigennamen WildtierPark Edersee
- 2008 – erstmals seit 20 Jahren gibt es Jungwölfe
- 2010 – Wildkatzen werden angesiedelt
- 2010 – neu gestalteter Eingangsbereich mit Shops wird eröffnet

## Verkehrsanbindung und Wandern
Die Kreisstraße 35, welche die Edertaler Gemeindeteile Hemfurth-Edersee im Südosten und Rehbach im Westen und von dort weiter in Richtung Westen mit Bringhausen verbindet, führt wenige Hundert Meter südlich am Eingang des Wildparks Edersee vorbei.
Innerhalb des Wildparks gibt es ein etwa 4 km langes Wegenetz (siehe oben). Außerhalb des Parks verläuft von der Edertalsperre ein etwa 1,5 km langer Fußweg zum Wildpark. Unweit südlich des Parks führen Abschnitte der sich dort kreuzenden Wanderwege Ederauenweg und Ederhöhenweg vorbei. Etwas westlich außerhalb des Parks befindet sich an der Westflanke des nördlich von Rehbach gelegenen Eschelbergs (311,9 m) der 250 m lange TreeTopWalk – Der Baumkronenweg am Edersee mit vorgelagertem, 800 m langem Eichhörnchenpfad.